# آرکیدیا، شهرستان اسپاتسیلوانیا، ویرجینیا
آرکیدیا (به انگلیسی: Arcadia) یک منطقهٔ مسکونی در ایالات متحده آمریکا است که در شهرستان اسپوت‌سیلوانیا، ویرجینیا واقع شده‌است.